# Liste der Justizminister von Rheinland-Pfalz
Dieser Artikel enthält eine Liste der Justizminister von Rheinland-Pfalz.

## Justizminister Rheinland-Pfalz (seit 1946)
| Name                                              | Amtsantritt                                                               | Kabinett                                 | Partei              |
| Minister der Justiz                               | Minister der Justiz                                                       | Minister der Justiz                      | Minister der Justiz |
| ------------------------------------------------- | ------------------------------------------------------------------------- | ---------------------------------------- | ------------------- |
| Adolf Süsterhenn                                  | 3. Dezember 1946                                                          | Boden I                                  | CDU                 |
| Minister der Justiz und für Kultus                |                                                                           |                                          |                     |
| Adolf Süsterhenn                                  | 13. Juni 1947                                                             | Boden II                                 | CDU                 |
| Minister der Justiz und für Erziehung und Kultus  |                                                                           |                                          |                     |
| Adolf Süsterhenn                                  | 9. Juli 1947                                                              | Altmeier I                               | CDU                 |
| Minister der Justiz und für Unterricht und Kultus |                                                                           |                                          |                     |
| Adolf Süsterhenn                                  | 13. Dezember 1949                                                         | Altmeier I                               | CDU                 |
| Minister der Justiz                               |                                                                           |                                          |                     |
| Bruno Becher                                      | 13. Juni 1951 1. Juni 1955                                                | Altmeier II Altmeier III                 | FDP                 |
| Wilhelm Westenberger                              | 19. Mai 1959                                                              | Altmeier IV                              | CDU                 |
| Fritz Schneider                                   | 18. Mai 1963 18. Mai 1967 19. Mai 1969                                    | Altmeier V Altmeier VI Kohl I            | FDP                 |
| Otto Theisen                                      | 18. Mai 1971 20. Mai 1975 2. Dezember 1976 18. Mai 1979                   | Kohl II Kohl III Vogel I Vogel II        | CDU                 |
| Carl-Ludwig Wagner                                | 13. Dezember 1979                                                         | Vogel II                                 | CDU                 |
| Waldemar Schreckenberger                          | 12. Juni 1981                                                             | Vogel II                                 | CDU                 |
| Carl-Ludwig Wagner (kommissarisch)                | 5. Oktober 1982                                                           | Vogel II                                 | CDU                 |
| Heribert Bickel                                   | 18. Mai 1983                                                              | Vogel III                                | CDU                 |
| Peter Caesar                                      | 23. Juni 1987 8. Dezember 1988 21. Mai 1991 26. Oktober 1994 20. Mai 1996 | Vogel IV Wagner Scharping Beck I Beck II | FDP                 |
| Herbert Mertin                                    | 22. September 1999 18. Mai 2001                                           | Beck II Beck III                         | FDP                 |
| Heinz Georg Bamberger                             | 18. Mai 2006                                                              | Beck IV                                  | SPD                 |
| Minister der Justiz und für Verbraucherschutz     |                                                                           |                                          |                     |
| Jochen Hartloff                                   | 18. Mai 2011 16. Januar 2013                                              | Beck V Dreyer I                          | SPD                 |
| Gerhard Robbers                                   | 12. November 2014                                                         | Dreyer I                                 | SPD                 |
| Minister der Justiz                               |                                                                           |                                          |                     |
| Herbert Mertin                                    | 18. Mai 2016 18. Mai 2021 10. Juli 2024                                   | Dreyer II Dreyer III Schweitzer          | FDP                 |
| Vakanz                                            | 21. Februar 2025                                                          | Schweitzer                               |                     |
| Philipp Fernis                                    | 2. April 2025                                                             | Schweitzer                               | FDP                 |